# Добрштак (воде)
Добрштак (воде) се налазе на територији града Дубровника, у близини села Чепикуће.

## Етимологија
Топоним Добрштак је словенског порекла.

## Историја

### Битка код Добрштака
1399. године Дубровачке војводе подижу фрањевачки манастир у Сланом, одакле је требало да се води римокатолички мисионарски програм над богумилима у Захумском приморју. Тврдећи да није било никакве вере сем богумилске. Приморци (захумље) су одмах заратили са Дубровчанима, предвођени војводом Новаком Новаковићем, родом из села Трновице. Битка се водила код Подимача и Чепикућа, где је настрадао војвода Новак са кнезовима и својом војском. На том месту су и сахрањени код воде Добрштака испод постојећих стећака, украшених штитовима, мачевима, полумесецоми витезом на коњу. Преживели војници и племићи војводе Новака су се иселили у Попово Поље под заштитом кнеза Павла Радиновића и војводе Сандалија Хранића .
Дуго након битке, били хришћанске или исламске вероисповести. Потомци палих ратника богумила код Добрштак вода су доносили своје покојнике из Босне и сахрањивали их код стећака код Чепикућа и вода Добрштака.